# Суматра
Сума́тра (Sumatera) — один із Великих Зондських Островів та другий за площею острів Індонезії (після Калімантану). На півночі Суматра відокремлена від Малайського півострова Малаккською протокою, а на півдні від Яви — Зондською протокою.

## Етимологія
В давнину Суматру називали Сварна Двіпа, (Золоті Острови), мабуть, спираючись на факти, що з копалень на плоскогір'ях Суматри видобували золото в ранні часи. Арабські географи посилалися на острів як Ламрі (Ламурі, Ламбрі або Рамні) у X-XII століттях, в посиланні на королівство Банда-Ачех, яке було першим привалом для європейських торговців. Після XIV століття Суматра стала відомою через королівство Самудра, яке знаходилося на острові та мало велику владу в регіоні. Європейські автори в XIX столітті зазначали, що тубільні мешканці не мають назви для свого острова.

## Історія
В XI столітті імперія Шривіджая займала майже всю Суматру та ближні острови. В 1377 році імперію завоювала імперія Маджапахіт з Яви. Перші європейці — спершу португальці, а потім і голландці та англійці торгували, воювали та встановлювали форти на узбережжі Суматри близько XVI століття. Англо-голландські договори 1824 та 1871 років фактично скасовували англійські зазіхання на Суматру і, завдяки економічній експлуатації та адміністративному умінню, голландці поступово захопили владу над усім островом, а у внутрішніх регіонах, до XIX століття. Голландці захопили північний регіон Ачех тільки на початку XX століття після 30 років боротьби. Під час Другої Світової Війни Суматру окупували японці, а в 1950 році острів став частиною Індонезії.
Після проголошення незалежності жителі Суматри часто висловлювали незадоволення центральним урядом через фінансові та політичні проблеми, часто у формі повстання чи інших місцевих рухів. Значного напруження зазнала ситуація в Ачесі, де збройні конфлікти час від часу спалахували з 1990 року між сепаратистами та індонезійськими військами. Острів зазнав страшного природного лиха наприкінці 2004 року, коли велике цунамі в Індійському океані, спричинене серйозним землетрусом неподалік від узбережжя Ачеху, залило низинні райони північного узбережжя Суматри й сусідніх островів та призвело до великої кількості жертв і значного руйнування.

## Географія

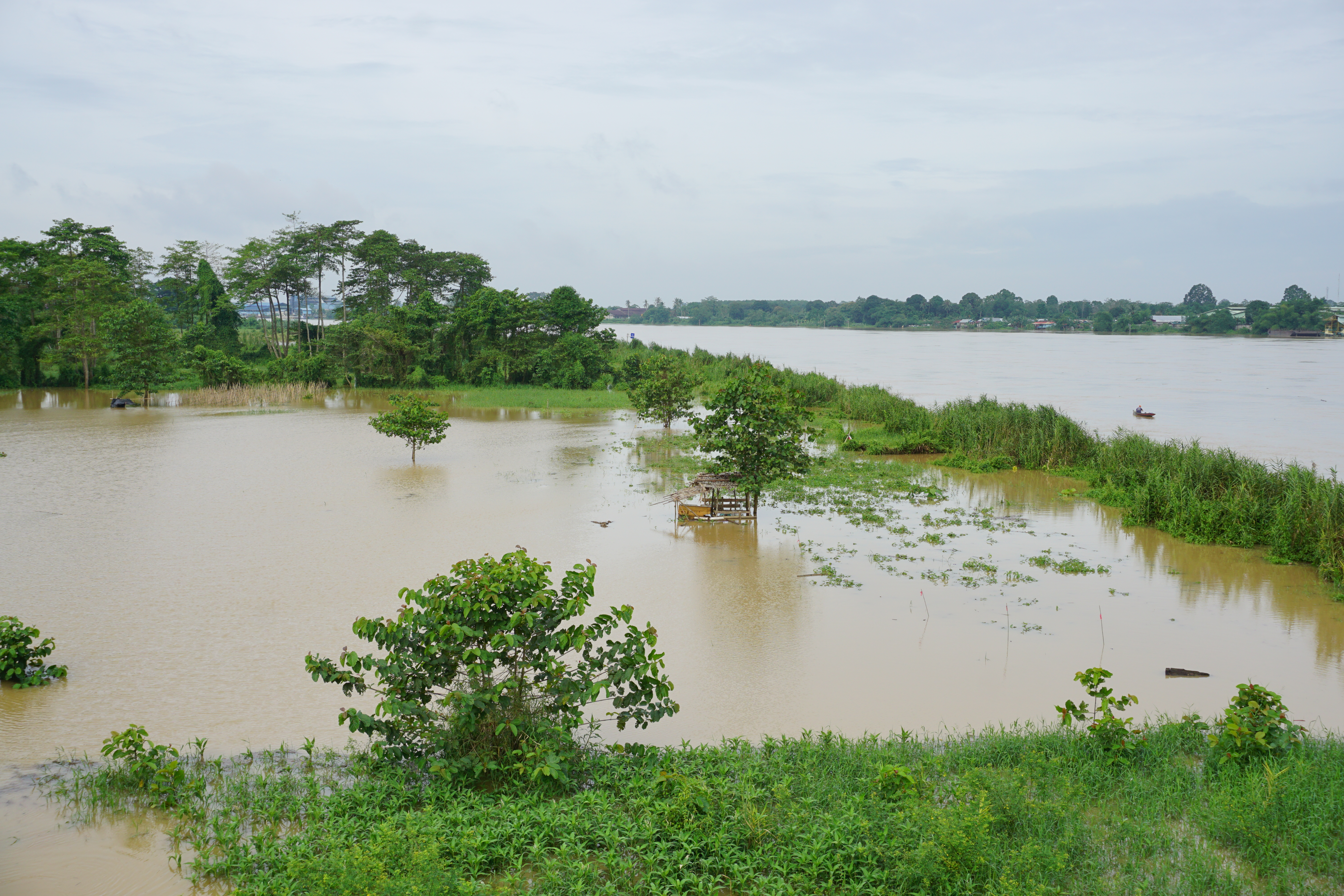
Річка Батанґгарі

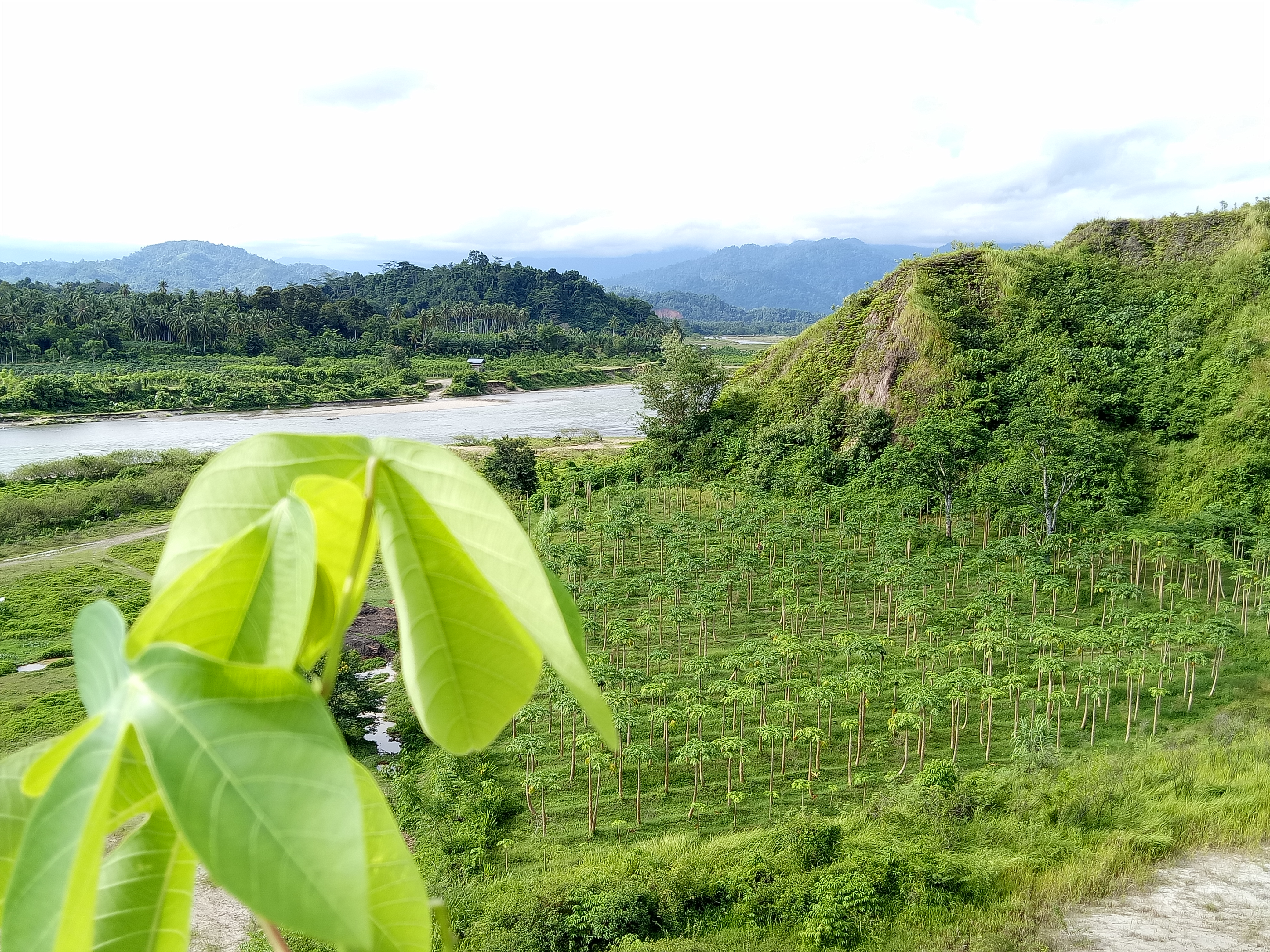
Вид на річку Анай з плантаціями папаї та рисових полів.

Острів розташований по обидві сторони екватору. Площа острову становить близько 435 тисяч км². Населення 45 млн осіб (2005). Берегова лінія порізана слабо; на південно-західному узбережжі місцями спостерігаються дюни, уздовж узбережжя зустрічаються коралові рифи. Поблизу Суматри багато дрібних островів загальною площею близько 30 тисяч км², зокрема найбільші Ментавайські острови на півдні та острів Банка на сході. Західна частина Суматри зайнята системою гір Барісан, що протягуються уздовж всього південно-західного узбережжя. Гори складені головним чином палеозойськими метаморфічними породами з гранітними інтрузіями; широко розвинені ефузивно-осадові відкладення мезозойської та кайнозойської ери, латерити. Численні вулкани, зокрема що діють (Керінчі (Індрапура) висотою 3805 м). Зустрічаються грязьові вулкани та карстові плоскогір'я. Північну частину острова займає плоскогір'я Батак. На сході — пласка алювіальна рівнина шириною до 250 км, значною мірою заболочена (площа боліт становить близько 150 тисяч км²). Прибережна зона і дельти річок затоплюються припливами.
Клімат екваторіальний, спекотний, постійно вологий, середньорічна температура повітря на рівнинах 25-27 °C, опадів 1500-3000 мм на рік (у горах місцями понад 4000 мм). Густа річкова мережа (основні річки — Муси, Харі, Індерагірі, Кампар). Найбільше озеро — Тоба, у центрі озера розташований острів Самосір.
2/3 території Суматри займають ліси. На рівнинах — вологі тропічні ліси (висота до 50-60 м), багатоярусні, місцями заболочені, з великою кількістю діптерокарпових, включаючи фікуси, пальми, бамбук, камфорні дерева. У нижньому ярусі — деревоподібні папороті, в надґрунтовому покриві — папороті та деякі види трав. Уздовж узбережжя — мангрові ліси, в горах — вічнозелені дубові, каштанові, лаврові, букові, хвойні. Саме на Суматрі була відкрита найбільша квітка планети — рафлезія. Вище 2500 м — чагарникові ліси, в яких ростуть верес та низькорослі папоротники. У сухих міжгірських западинах — ділянки саван з широким розповсюдженням аланг-алангу.
На півночі переважають лісові тварини. Тут зустрічаються дворогий носоріг, слон індійський, тапір чепрачний, малайський ведмідь, буйвіл, свинохвості макаки, орангутани, гібони, з плазунів — великі змії, ящірка гавіал («Летючий дракон»). Різноманітні птахи та комахи.
Природна флора і фауна охороняються багатьма національними парками. Великі родовища нафти (Мінас, Кеналі-Асам, Таланг-Акар, Таланг-Джімар), природного газу, вугілля. Основна сільськогосподарська культура — рис. Плантації каучуконосів, кокосової пальми, кави, прянощів. Розвинене рибальство. Основні міста — Медан, Палембанг, Паданг, Пеканбару, Танджунгкаранг.

## Демографія
Щільність населення Суматри близько 123,46 особи/км², що становить 58,5 млн осіб у підсумку. Найбагатолюдніші регіони — північна Суматра і центральні плоскогір'я в західній частині. Населення, складено з багатьох різних етнічних груп, має 52 різних мови. Більшість цих груп, проте, розділяють багато подібних традицій і різні мови близько пов'язані між собою. Малайськомовні превалюють над східним узбережжям, а населення у південній і центральній частині говорять мовами, пов'язаними з малайською, як наприклад лампунг і мінангкабау. На півночі Суматри живуть батаки. Етнічні китайці присутні в містах.
Більшість населення Суматри — мусульмани (90 %). У центральному Батаку розповсюджена протестантська релігія, запроваджена голландцями. Поширені також індуїсти, буддисти, католики, конфуціанці.